# Aleksander Ścibor-Rylski
Aleksander Ścibor-Rylski (* 16. März 1928 in Grudziądz; † 3. April 1983 in Warschau) war ein polnischer Schriftsteller, Drehbuchautor und Regisseur.

## Leben
Während des Zweiten Weltkriegs und der deutschen Besetzung Polens war der junge Ścibor-Rylski Soldat der Polnischen Heimatarmee (Armia Krajowa – AK) und Mitglied der im Untergrund aktiven Pfadfinderorganisation (Szare Szeregi). 1944 nahm er am Warschauer Aufstand teil und wurde schwer verwundet.
Nach dem Kriegsende studierte er Polonistik an der Universität Warschau; sein Studium schloss er 1951 ab. Bereits 1946, mit 18 Jahren, hatte er erste Veröffentlichungen als Schriftsteller. Sein Roman Węgiel (Kohle, 1950) wurde in mehrere Sprachen übersetzt. Primär arbeitete er jedoch als Drehbuchautor. Von 1955 bis 1965 war er Leiter der filmkünstlerischen Gruppe Rytm, von 1972 bis 1978 der Gruppe Pryzmat.
International besonders beachtet waren seine drei Kollaborationen mit Andrzej Wajda (Legionäre, 1965; Der Mann aus Marmor, 1976; Der Mann aus Eisen, 1981); alle drei Filme liefen im Wettbewerb um die Goldene Palme in Cannes, die der dritte (gleichzeitig Ścibor-Rylskis letzter Film) dann schließlich gewann.

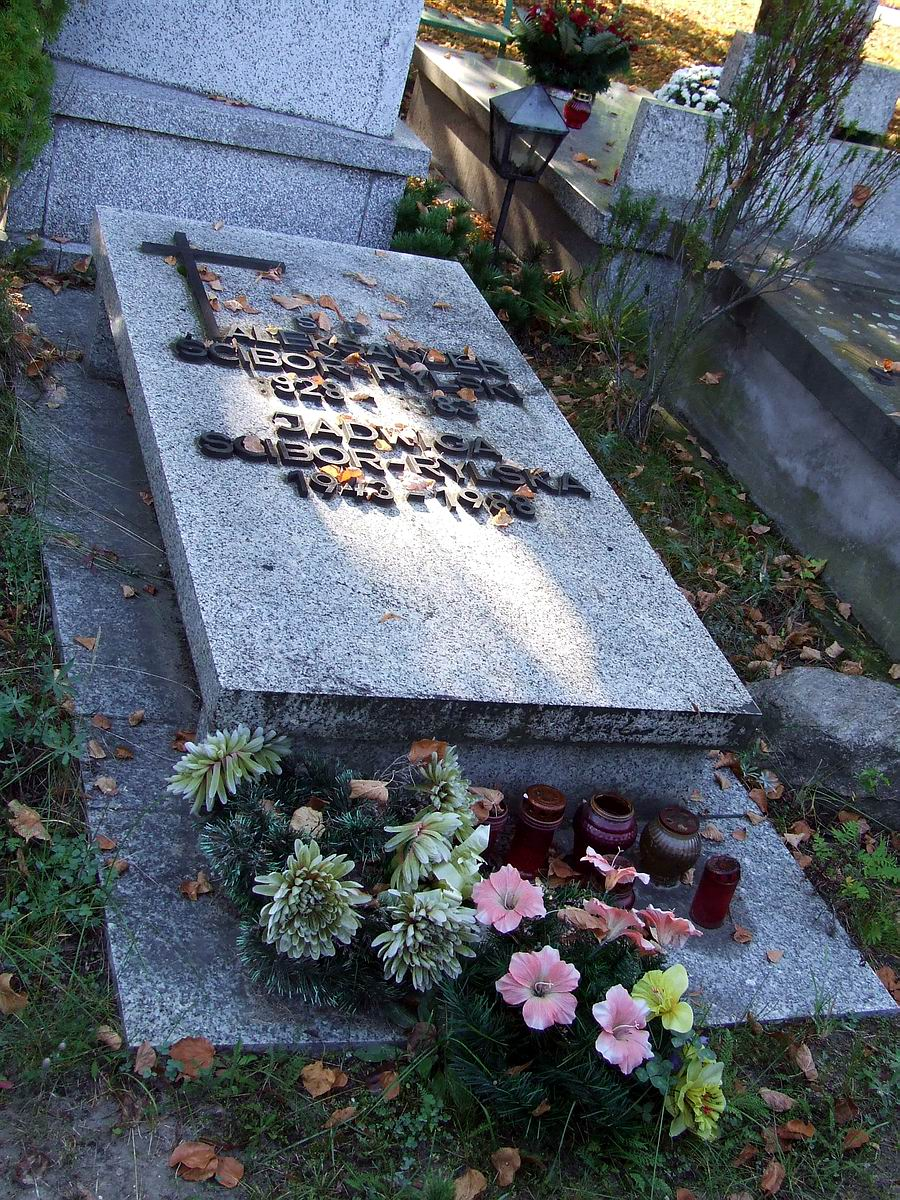
Grab von Aleksander und Jadwiga Ścibor-Rylski auf dem Städtischen Nordfriedhof in Warschau

Sein postum veröffentlichter Roman Pierścionek z końskiego włosia wurde 1992 von Wajda unter dem Titel Liebe zwischen den Fronten (Pierścionek z orłem w koronie) verfilmt.

## Werke

### Bücher
- Orczewski i jego brygada. Warszawa 1949
- Górnicze gołębie pokoju. Warszawa 1950
- „Pancerz“ Józefa Szulca. Książka i Wiedza, Warszawa 1950 (Biblioteka przodowników pracy, Band 60)
- Staszek Kaługa staje do współzawodnictwa. Warszawa 1950
- Węgiel. Książka i Wiedza, Warszawa 1950 – Roman
  - deutsche Ausgabe: Kohle. Verlag Volk und Welt, Ost-Berlin 1952 (übersetzt von Rudolf Pabel)

- Dwanaście felietonów. Warszawa 1951
- Wieczór u Hanysa Dębiczka. Warszawa 1953
- Iwan. Warszawa 1954
- Sprawa Szymka Bielasa. Warszawa 1954
- Cień i inne opowiadania. Iskry, Warszawa 1955 – Erzählungen
- Styczén. Warszawa 1956
- Bliski nieznajomy. Warszawa 1968
- Rodeo. Warszawa 1968
- Ich dzień powszedni. Opowiadania filmowe. Iskry, Warszawa 1972 – Filmerzählungen
- Pierścionek z końskiego włosia. Fundacja Kultura '90, Warszawa 1991. ISBN 83-900058-8-3 (hrsg. von Tadeusz Drewnowski)

### Filme als Regisseur und Drehbuchautor
- 1963 – Alltag einer Ehe (Ich dzień powszedni)
- 1964 – Später Nachmittag (Późne popołudnie)
- 1965 – Jutro Meksyk
- 1967 – Der Mörder hinterläßt Spuren (Morderca zostawia ślad)
- 1968 – Wolfsecho (Wilcze echa)
- 1969 – Nachbarn (Sąsiedzi)

### Drehbücher
- 1951 – Matrosowcy (Regie: Roman Banach) – Kurzfilm
- 1952 – Wesoła II (Regie: Witold Lesiewicz) – Kurzfilm
- 1956 – Der Schatten / Der Mann ohne Gesicht (Cień; Regie: Jerzy Kawalerowicz)
- 1958 – Pigułki dla Aurelii (Regie: Stanisław Lenartowicz u. a.)
- 1958 – Tödliche Begegnung (Ostatni strzał; Regie: Jan Rybkowski gemeinsam mit Waldemar Podgórski u. a.)
- 1959 – Ocalenie (Regie: Henryk Kluba) – Kurzfilm

- 1960 – Als der Tag begann (Rok pierwszy; Regie: Witold Lesiewicz u. a.)
- 1961 – Komedianty (Regie: Maria Kaniewska)
- 1961 – Auf der Straße des Verbrechens (Dotknięcie nocy; Regie: Stanisław Bareja)
- 1962 – Ein Zirkusdirektor gibt nicht auf (Dom bez okien; Regie: Stanisław Jędryka)
- 1962 – Das schwarze Kleid (Czarne skrzydła; Regie: Ewa Petelska und Czesław Petelski)
- 1965 – Legionäre / Zwischen Feuer und Asche (Popioły; Regie: Andrzej Wajda)

- 1970 – Meridian Null (Południk zero; Regie: Waldemar Podgórski)
- 1971 – Trąd (Regie: Andrzej Trzos-Rastawiecki)
- 1971 – Aktion im Dunkeln (Agent nr 1; Regie: Zbigniew Kuźmiński)
- 1971 – Złote koło (Regie: Stanisław Wohl) – TV
- 1972 – Seksolatki (Regie: Zygmunt Hübner)
- 1974 – Gniazdo (Regie: Jan Rybkowski)
- 1974 – S. O. S. (Regie: Janusz Morgenstern und Andrzej Kotkowski) – Fernsehserie

Drehbuch zu S. O. S. unter dem Namen seiner Frau, Jadwiga Wojtyłło
- 1976 – Dagny (Regie: Haakon Sandøy)
- 1976 – Der Mann aus Marmor (Człowiek z marmuru; Regie: Andrzej Wajda)
- 1977 – Lalka (Regie: Ryszard Ber) – Fernsehserie

Drehbuch zu Lalka gemeinsam mit Jadwiga Wojtyłło
- 1981 – Der Mann aus Eisen (Człowiek z żelaza; Regie: Andrzej Wajda)